# Clock (película)
Clock es una película de terror y ciencia ficción estadounidense de 2023 escrita y dirigida por Alexis Jacknow en su debut como largometraje, basada en su cortometraje de 2020 del mismo nombre. La película es protagonizada por Dianna Agron y se estrenó el 28 de abril de 2023 en Hulu en los Estados Unidos y en Disney+ a nivel internacional.

## Reparto
- Dianna Agron como Ella Patel
- Jay Ali como Aidan Patel[1]
- Melora Hardin como la Dra. Elizabeth Simmons[1]
- Grace Porter como Shauna
- Saul Rubinek como Joseph
- Stefan Sims como Harvey

## Producción
La película se originó con un cortometraje de Jacknow del mismo nombre, con la versión de largometraje encargada en 2020 por 20th Digital Studio. La película cuenta con Leal Naim como productor con Alex Hansen como coproductor. David Worthen Brooks, Arbi Pedrossian y Jenna Cavelle son los productores ejecutivos. Según Jacknow, el género de terror le permitió hacer la película: “Es un género realmente genial para sacar material basado en mensajes. Tengo que hablar sobre la autonomía del cuerpo femenino en una película que estará en Hulu porque es una película de terror".

## Estreno
Clock tuvo su estreno mundial en el Overlook Film Festival en Nueva Orleans el 31 de marzo de 2023. La película se estrenó el 28 de abril de 2023 en Hulu en los Estados Unidos y en Disney+ a nivel internacional.